# The Misadventures of P.B. Winterbottom
The Misadventures of P.B. Winterbottom är ett pussel-plattformsspel till Xbox Live Arcade och Windows (via Steam), utvecklat av The Odd Gentlemen. Recensenter har hyllat spelet för dess unika pusselmekanik, och jämfört det med Portal och Braid, i och med kreativiteten i dess pussel. Spelet släpptes den 17 februari 2010.

## Gameplay
Spelaren styr huvudpersonen, P.B. Winterbottom, för att försöka samla pajer. Spelaren kan spela in en rörelse, varpå en klon av Winterbottom omedelbart kommer att upprepa rörelsen. Klonen kan då användas som en plattform, pajhämtare, eller en annan funktion för att lösa pusslen.
Spelet presenteras visuellt som en stumfilm, och påminner om jugend eller filmer från det sena artonhundratalet eller tidiga nittonhundratalet. Därmed finns det ingen talad dialog; allt tal visas som text på titelkort mellan banorna. Spelet är också till största delen i svartvitt, och musiken består huvudsakligen av pianoarrangemang, precis som stumfilmseran, då en musiker spelade piano till filmer som visades.